# V445 Puppis
V445 Puppis – gwiazda nowa, znajdująca się w konstelacji Rufy w odległości 25 000 lat świetlnych od Ziemi. V445 Puppis jest pierwszą i zarazem jedyną gwiazdą nową, w której widmie nie obserwowano wodoru. Gwiazda ta jest 10 000 razy jaśniejsza od Słońca.
W listopadzie 2000 roku V445 przeszedł eksplozję nowej, powodując pojaśnienie o 250 razy, a także powodując bipolarny odrzut w przestrzeń znacznych ilości materii. W oparciu o system optyki adaptywnej Very Large Telescope, zespół astronomów uzyskał zdjęcia wysokiej rozdzielczości. W okresie dwóch lat ukazały one początkowo wąski, bipolarny obłok zakończony półkulistymi czaszami z końcami zawierającymi zagęszczony gaz. Czasze wyrzutu materii rozszerzają się z prędkością około 24 milionów km/h, a sam gaz z prędkością 30 milionów km/h. Gwiazdy centralne tego układu są przesłonięte przez dysk pyłu, powstały zapewne w wyniku wcześniejszych eksplozji.
Zaobserwowany wybuch nowej, w widmie którego nie wykryto wodoru wskazuje, że był to nieznany wcześniej typ wybuchu tzw. Helium nova („nowa helowa”). Wybuch tego typu może nastąpić, kiedy biały karzeł „zabiera” towarzyszącej mu gwieździe hel. Kiedy na powierzchni białego karła zbiera się odpowiednia ilość helu następuje niekontrolowana eksplozja termonuklearna. Taka interpretacja wskazuje, że V445 jest układem podwójnym, w którym biały karzeł otoczony jest dyskiem akrecyjnym złożonym z materiału pochodzącego z towarzyszącej mu gwiazdy.
Początkowo sądzono, że biały karzeł, którego masa wynosi ok. 1,3 masy Słońca wybuchnie ostatecznie jako supernowa, kiedy „skradnie” wystarczającą ilość materii z towarzyszącej mu gwiazdy i przekroczy granicę Chandrasekhara, ale najnowsze analizy wskazują na to, że wybuch nowej z 2000 najprawdopodobniej zniszczył zewnętrzną część towarzyszącego białemu karłowi olbrzyma i nie da on już rady zebrać wystarczająco dużo materii. Dodatkowo, utrata znacznej części masy olbrzyma znacznie osłabiła wzajemne oddziaływanie grawitacyjne obydwu gwiazd i nie jest wykluczone, że olbrzym został wyrzucony z układu podwójnego.